# Hansjörg Haack

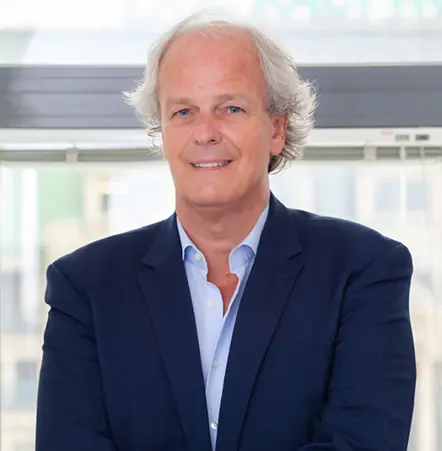
Hansjörg Haack (2021)

Hansjörg Haack (* 24. September 1958 in Osnabrück) ist ein deutscher Jurist, Autor und Fachanwalt für Medizinrecht mit Rechtsanwaltskanzleien in Düsseldorf und Osnabrück.
Er ist vorrangig im Bereich Arzthaftungsrecht bei Behandlungsfehlern tätig und hat in diesem Bereich über 200 Fachpublikationen veröffentlicht und verfasst eine regelmäßige Kolumne im Focus.

## Leben und Wirken

### Juristische Ausbildung
Von 1980 bis 1981 war Hansjörg Haack an der Universität Osnabrück eingeschrieben, zwischen 1981 und 1982 an der Westfälischen Universität Münster und zwischen 1982 und 1983 an der Ludwig Maximilians-Universität in München. Zwischen 1984 und 1985 studierte Haack an der Ruprecht-Karls-Universität Heidelberg. Die erste juristische Staatsprüfung legte er im Jahr 1985 ab.
Zwischen 1989 und 1991 absolvierte Haack ein Hochschulstudium im Ausland und schloss dieses am 28. Februar 1993 an der University of Bristol in Großbritannien mit dem Master of Laws (LL.M.) ab.
Die Referendarausbildung führte Haack in den Jahren 1986 bis 1988 an das Landgericht Osnabrück.
Zwischen 1989 und 1991 promovierte Hansjörg Haack im Fachbereich Rechtswissenschaft an der Universität Osnabrück zum Thema „Erfüllung oder Schadensersatz? - Eine rechtsvergleichende Untersuchung der Rechtsbehelfe nach deutschem und englischem Recht bei Nichterfüllung des Vertrages“.

### Tätigkeit als Jurist
Zwischen 1988 und 1989 sowie zwischen 1991 und 1992 war Haack als angestellter Rechtsanwalt tätig.
Zwischen 1992 und 2000 folgte eine Tätigkeit als selbstständiger Anwalt und Partner in Kanzlei bei der in Osnabrück gegründeten Rechtsanwaltskanzlei Dres. Feldkamp und Haack. Ab 1994 war Haack zunächst als Fachanwalt für Steuerrecht tätig und verfasste auch in diesem Bereich mehrere Fachpublikationen.
Im Jahr 2000 schloss sich Haack mit Wirtschaftsprüfern und Steuerberatern zusammen. In der Wirtschaftsprüfer-, Steuerberater- und Rechtsanwaltssozietät Friederich, Becker, Haack, Barthel spezialisierte Haack sich auf das Medizinrecht.
Aktuell bearbeitet Haack mit der eigenen Rechtsanwaltskanzlei für Medizinrecht ausschließlich Mandate der Fachgebiete Arzthaftungsrecht auf Patientenseite und für Chefärzte die Ausarbeitung und Überprüfung ihrer Chefarztverträge.
Seit dem Jahr 2006 ist Haack Fachanwalt für Medizinrecht und Mitglied im Fachausschuss Medizinrecht der Rechtsanwaltskammern Celle, Braunschweig und Oldenburg sowie Mitglied der Arbeitsgemeinschaft Medizinrecht im Deutschen Anwaltverein (DAV).

### Tätigkeit als Autor
Als Medizinjournalist und Autor hat Hansjörg Haack mehr als 200 wissenschaftliche Publikationen im Medizin- und Wirtschaftsrecht veröffentlicht.

### Lehrtätigkeit
Zwischen 2003 und 2006 nahm Haack Lehraufträge an der Fachhochschule Osnabrück wahr.
Seit 2006 war Hansjörg Haack auch regelmäßig als Referent beim Institut für Gesundheit und Bildung tätig.
Für die Akademie für juristische Fachseminare steuert Haack als Autor Lerninhalte im Bereich „Medizinrecht“ bei.
Haack tritt auch regelmäßig als Redner bei Vorträgen in Erscheinung, zum Beispiel bei Volkshochschulen in Niedersachsen und Nordrhein-Westfalen, bei der Ärztekammer Niedersachsen und bei der Deutschen Apotheker- und Ärztebank apoBank.

## Auftritte in den deutschen Medien
Mit einer eigenen Gastkolumne und weiteren Beiträgen ist Hansjörg Haack als FOCUS-Online-Experte auch im Internet als juristischer Fachmann tätig.

## Publikationen
- Frank Wenzel: Handbuch des Fachanwalts Medizinrecht: Kapitel 11: Gesellschafts- und Unternehmensrecht der Heilberufe, Luchterhand Fachverlag (Köln), 2019 - ISBN 978-3-472-08978-0[4]
- Hansjörg Haack: Patientenrechte: Meine Rechte beim Arzt und im Krankenhaus (Beck kompakt), 1. Edition, 9. März 2018, ISBN 978-3-406-70018-7.[5]
- Hansjörg Haack: Behandlungsfehler - Was tun?: Ihre Rechte als geschädigter Patient (Beck kompakt), C.H.Beck; 1. Edition, 12. September 2017, ISBN 978-3-406-71470-2.[6]
- Hansjörg Haack: Erfüllung oder Schadensersatz? - Eine rechtsvergleichende Untersuchung der Rechtsbehelfe nach deutschem und englischem Recht bei Nichterfüllung des Vertrages, Shaker Verlag, 20. Dezember 1994, ISBN 978-3-8265-0354-2.[7]
- Hansjörg Haack, José A. Campos Nave: Die neue GmbH: Praxisorientierte Darstellung der GmbH-Reform (MoMiG). Mit aktuellem Vergleich der GmbH zur Limited und Synopse der geänderten Gesetze, Verlag Neue Wirtschafts-Briefe GmbH & Co.; 1., Auflage., 8. Oktober 2008, ISBN 978-3-482-58571-5.[8]